# Spanair

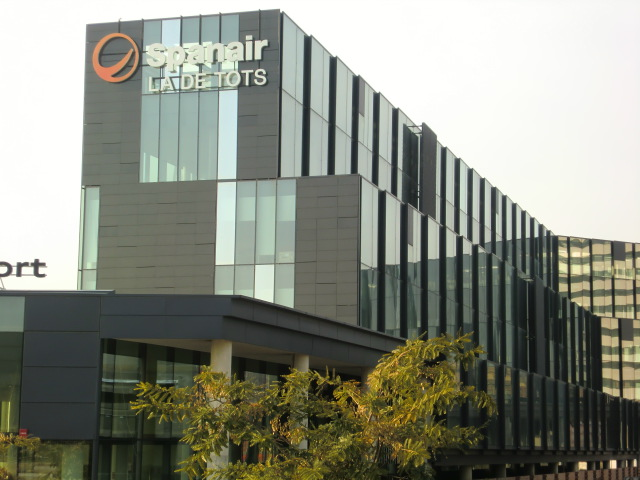
Spanairs huvudkontor

Spanair var ett spanskt flygbolag med charter och reguljärtrafik inom Spanien och till/från Europa. Bolaget begärde sig självt i konkurs 27 januari 2012.

## Historia
Spanair grundades 1986 och började flyga 1988. Från början var Spanair enbart ett charterbolag men med början 1994 utfördes även reguljärtrafik. Flygbolaget var under en period Spaniens näst största, efter Iberia.
Försök med interkontinentala flygningar till USA (Washington DC), Kuba (Havanna), Brasilien (São Paulo och Rio de Janeiro) samt Argentina (Buenos Aires) inleddes 1997. Detta föll dock inte väl ut och bolaget övergick istället till att erbjuda code-share-flygningar.
Spanair blev 2003 medlem i Star Alliance och ägdes då till 94,7 % av SAS Group. År 2009 var 77% av flygningarna reguljära och resterande charter.
Den 13 juni 2007 aviserade SAS sin avsikt att avyttra Spanair, men då inga köpare var beredda att acceptera priset kvarstod SAS som ägare till bolaget. Den 30 januari 2009 meddelades dock att en grupp investerare från Katalonien via Consorci de Turisme de Barcelona och Catalana d'Inciatives köpt 80,1 % av aktierna för 1 euro, vilket innebar att SAS realiserade en kapitalförlust om 712 miljoner kronor vilket belastade räkenskaperna för fjärde kvartalet 2008.
Bolaget begärdes i konkurs 27 januari 2012.

## Flotta
- 19 Airbus 320-232
- 5 Airbus 321-231
- 4 Boeing 717

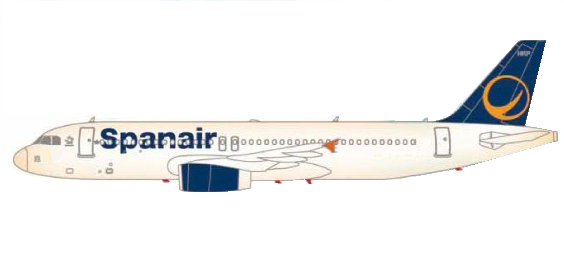
En Airbus A320 i Spanairs nya målning.

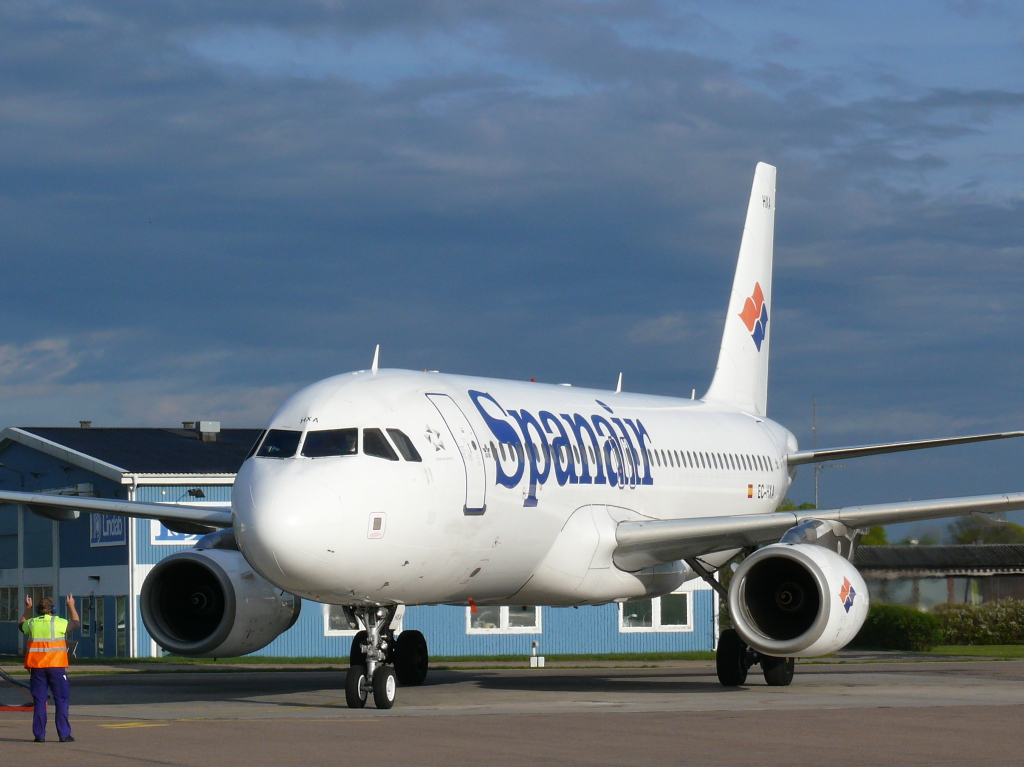
Spanair på charterflygning på Ängelholms flygplats.

- 11 McDonnell Douglas MD-82 och McDonnell Douglas MD-83
- 9 McDonnell Douglas MD-87

Källa: huvudsakligen www.spanair.se

## Haveri
Den 20 augusti 2008 havererade Spanairs flight JK 5022 på Madrid Barajas internationella flygplats. Planet, en McDonnell Douglas-82, skulle flyga från Madrid till Las Palmas, Kanarieöarna. Under starten, ca. 14:45 lokal tid, havererade flygplanet på grund av felkonfigurering vid start varför planet inte hade tillräcklig lyftkraft (Air Crash Investigation S15E10). Planet kanade ca 1 km och bröts upp i minst två bitar och började brinna. 154 ombordvarande omkom och 18 överlevde.